# Орлов Сергій Іванович
Сергій Іванович Орлов (рос. Сергей Иванович Орлов; нар. 7 березня 1916, Викса, Нижньогородська губернія, Російська імперія — пом. 1999, Харків, Україна) — радянський футболіст та тренер, нападник. У 1946-1948 роках виступав за харківський «Локомотив», київське «Динамо» і кишинівське «Динамо».
Має двох синів — Олександра та Геннадія. Олександр — кінорежисер, сценарист і актор, Геннадій працює спортивним телекоментатором.

## Життєпис
В молодості Сергій займався веслуванням і ковзанами. У 1932 році виступав за «Металург Викса» і збірну міста з футболу. У 1935 році переміг на всесоюзних змаганнях по ковзанах в Свердловську. У 1936 році Орлов вступив у Томське артилерійське училище. У наступному році став рекордсменом Томська в бігу на 5000 метрів. Після закінчення училища служив в Сибірському військовому окрузі. Там виступав на армійських змаганнях за збірну округу з футболу й інших видів спорту. У лютому 1943 року Орлов брав участь у чемпіонаті СРСР по ковзанах, який проходив в Москві на стадіоні «Динамо» і зайняв там 7 місце. Після цього його перевели служити в Москву у ЦБЧА. Закріпитися в основному складі він не зміг і в 1945 році перейшов у «Локомотив» з Харкова. Початок чемпіонату 1946 року він зустрів, будучи гравцем «Динамо» (Київ). Там він дебютував у чемпіонаті СРСР 2 травня в матчі проти московських «Крил Рад». Всього в першості Сергій зіграв 5 матчів. У тому сезоні «Динамо» зайняло останнє місце, але з першої групи не вилетіло. У 1947 році Орлов грав у Харкові за «Дзержинець». Наступні два сезони Орлов провів, виступаючи за кишинівське «Динамо».
Після завершення кар'єри працював тренером. Очолював команду Кам'янськ-Уральського. Після того, як у вересні 1957 року на хімзаводі «Маяк» сталася радіаційна аварія, сім'я повернулася в Україну. Там Сергій тренував клуби Конотопа і Сум.